# NGC 6573
NGC 6573 ist ein aus mehreren Sternen bestehender Asterismus im Sternbild Schütze. John Herschel notierte bei einer Beobachtung am 28. Juli 1830 „a cluster composed of 2 or 3 clusters of very small stars, and loose large ones. Perhaps an outlier of VIII. 31 [NGC 6583]“ Er hielt diese Beobachtung irrtümlich für einen offenen Sternhaufen, die so einen Eintrag in den Katalog erlangte.